# Shaghat
Shaghat là một đô thị thuộc tỉnh Syunik, Armenia. Dân số ước tính năm 2011 là 1215 người.